# Mastiges
Mastiges   (segle V - segle V) o Mastines (en grec antic: Μαστίγας o Μαστίνας), va ser un rei amazic que va regnar el Regne Mauroromà al segle vi , succeint a Massones. Durant el regnat de Mastiges, el regne controlava gairebé per complet l'antiga província romana de Mauritània Cesariense, amb l'excepció de l'antiga capital, Cesarea, que estava sota el control de l'Imperi Romà d'Orient.
Durant la revolta amazic contra l'Imperi, Mastiges es va aliar amb Iaudes, governant del regne de l'Aurès i enemic de l'Imperi, en un intent d'expandir-se vers els altres regnes amazics més petits de la regió.

## Biografia
Mastiges va governar als amazics i romans de la Mauritània Cesariense entre els anys 535 i 541, succeint a Massones. L'historiador romà d'Orient, Procopi de Cesarea, és la única font sobre ell. Esmenta breument a Mastiges i uns altres líders locals al Llibre II de les Guerres vàndales. Mastiges s'identifica com un governant independent que controla gran part de l'antiga província romana, excepte l'antiga capital, Cesarea, sota el control dels vàndals, que més tard va ser reconquerida per l'Imperi Romà d'Orient pel general Belisari l'any 533.
El sud de Numídia estava governada pel rei Iaudes, del Regne de l'Aurès, enemic de l'Imperi i de l'antic rei Massones, i gran part de l'antiga província de Mauritània Sitifense estava governada pel cap Ortees, que havia estat aliat de Massones. Mastiges es va aliar amb Iaudes amb l'objectiu de prendre el territori que tenia Ortees. Iaudes va ser derrotat pels romans, en el marc de les guerres romano-amazigues, però Mauritània no va sofrir represàlies, tal vegada perquè estava situada molt lluny de la capital, Cartago. Tal vegada a causa de la seva ubicació més remota, el Regne Mauroromà va proporcionar un refugi segur per als guerrers amazics derrotats i fins i tot rebels imperials com Estotzes i els seus seguidors. Estotzes es va casar amb la filla d'un noble local (tal vegada la filla de Mastiges o Massones) i va ser nomenat rei el 541, succeint potencialment a Mastiges com a rei dels maures i els romans.
Mastiges va encunyar monedes amb el seu monograma, així com el retrat de l'emperador romà, en aquest moment Justinià I, igual que els governants d'altres regnes bàrbars.